# Kouterkapel

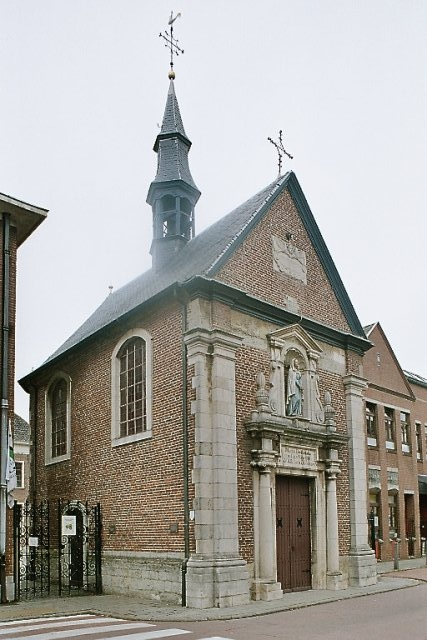
Kouterkapel

De Kouterkapel is een kapel in de Oost-Vlaamse plaats Zele, gelegen aan de Kouterstraat 108A.

## Geschiedenis
Er bestond in de nabijheid al een kapel in 1556. Deze was gewijd aan Onze-Lieve-Vrouw. Deze kapel raakte in verval. In 1645 werd een nieuwe kapel gebouwd in het kader van een pestepidemie. getuige het chronogram boven de toegangsdeur: Mater DoLorosa febrI aestUantIbUs esto aUXILIatrIX oportUna (moeder van smarten, wees steeds bereid om de koortslijdenden te helpen). Deze kapel in barokstijl werd mogelijk ontworpen door Jacques Couplet, die ook het portiekaltaar en de orgelkast vervaardigde.
In deze kapel werd een cartouche uit de oude kapel ingemetseld met het chronogram: Deo DeIparaeqUe DoLorosae (aan God en Gods smartenrijke Moeder). In de opvolgende jaren werd een parkje aangelegd en een klokje aangebracht. In 1665 werd achter de kapel het Kapelhof gebouwd waarin een kleine kloostergemeenschap verbleef. De kapel bezat een Bremser-orgel van 1665.
Tijdens de Franse Revolutie werd de kapel met de Kapelhof openbaar verkocht. Een particulier kocht beide op en liet de kapel als pakhuis dienen, om het interieur te beschermen tegen plundering. In 1801 werden kapel en Kapelhof weer bezit van de pastoor en in 1811 kwamen vier zusters van de Congregatie van Onze-Lieve-Vrouw uit Namen aan om onderwijs te geven en de kapel te beheren. In 1871 werd de kapel gerestaureerd.

## Gebouw
Het betreft een eenbeukige kapel in barokstijl, gebouwd in baksteen met gebruik van zandsteen voor vensteromlijstingen en dergelijke. Op het dak bevindt zich een dakruiter.
Het interieur wordt overkluisd door een kruisribgewelf. Van belang is het barokke portiekaltaar. Onder het koor is een crypte waar de overleden zusters werden bijgezet.
Het doksaal is van 1657 en werd vervaardigd door Jan Ykens.
De kapel bezit een reeks schilderijen voorstellende de smarten van Maria uit 1648-1649. Deze schilderijen werden vervaardigd door Justus Daneels en Frans Delahaye-Anthony. Het zevende schilderij is uit 1847 en werd vervaardigd door Edmond Rumfels.
De kapel bezit diverse 17e eeuwse beelden zoals een marmeren Sint-Jozef en Sint-Jan de Evangelist.